# Ngô Quyền

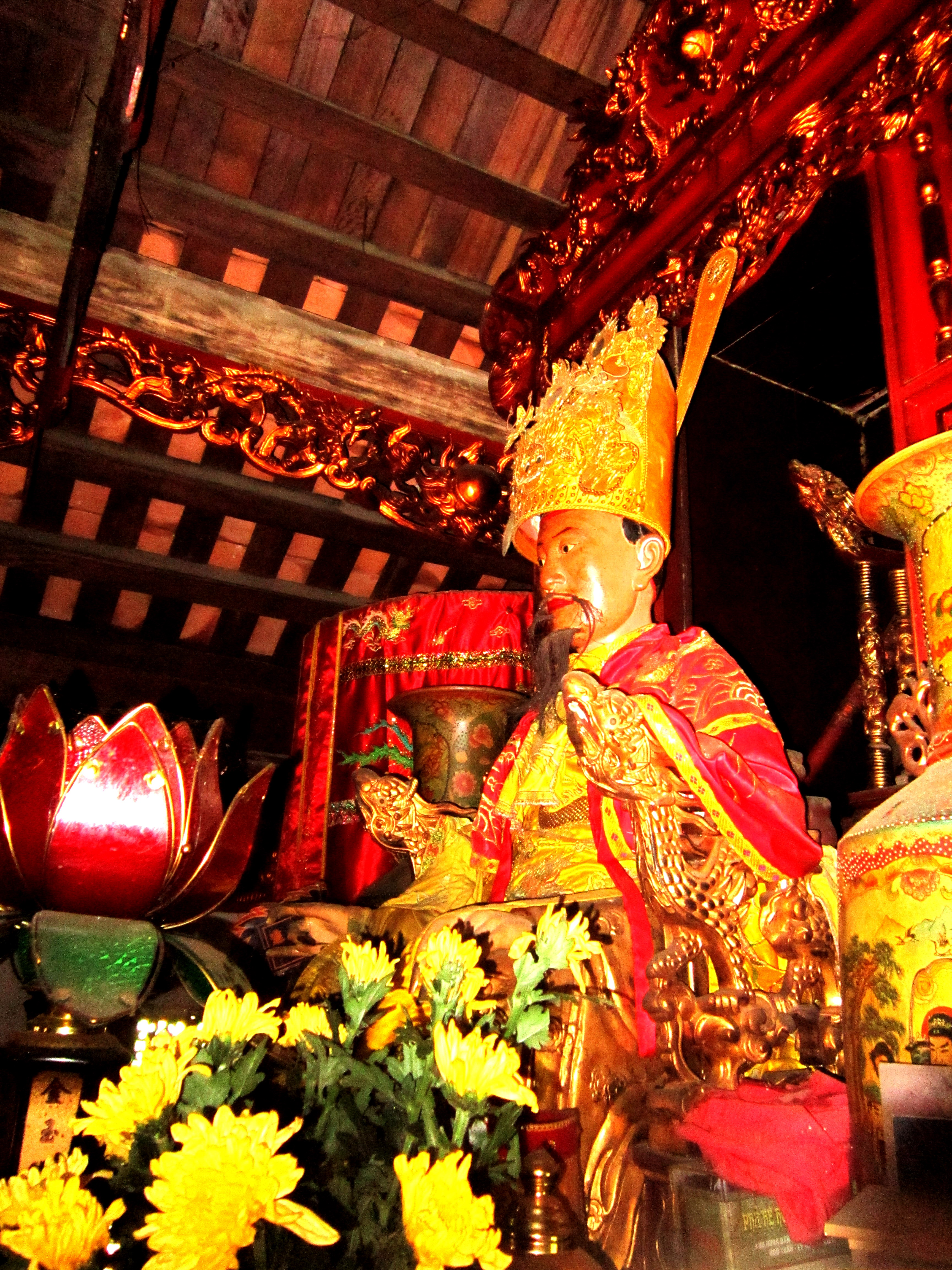
Ngô Quyền

Ngô Quyền (chinesisch 吳權, Pinyin Wú Quán, * 897 in Đường Lâm/Provinz Hà Tây; † 944) war General und später König von Viêt Nam. Im Jahre 938 konnte er die chinesischen Truppen besiegen und beendete damit die 1000-jährige chinesische Herrschaft in Vietnam.
Ngô Quyền ist die vietnamesische Namensbezeichnung für Wu Quan. Er war der Sohn von Wu Min (chinesisch 吳旻) und ein direkter Nachfahre von Wu Tai Bo. Aus der damals chinesischen Stadt Jiaozhi (交趾) stammend, die im heutigen Vietnam liegt, heiratete er die Tochter des dort mächtigen Generals und übernahm im Jahre 939 n. Chr. die Krone.
Nach dem Untergang der Tang-Dynastie in China gelang es den danach folgenden kurzlebigen Dynastien nicht mehr, die Oberherrschaft in ihrer Provinz Giao Chỉ (Vietnam) zu halten. Ngô Quyềns Schwiegervater und Oberbefehlshaber Dương Đình Nghệ nutzte diese schwache „Periode der Fünf Dynastien und Zehn Reiche“ in China aus und erhob sich 931 gegen die Truppen des Südlichen Han-Reichs. Nach dem Sieg rief Dương Đình Nghệ sich selbst zum Statthalter von Giao Chi aus. Sieben Jahre später wurde er jedoch von seinem General Kiều Công Tiễn umgebracht.
Ngô Quyền führte seine Truppen nach Đại La (Hanoi) und schaltete Kiều Công Tiễn aus. Im Jahre 939 nannte er sich Ngô vương (König von Ngo), in der Geschichte auch als Tiền Ngô vương bekannt. Obwohl sein Schwiegervater Dương Đình Nghệ die chinesischen Truppen besiegt hatte, galt Ngô Quyền in der vietnamesischen Geschichte als der erste vietnamesische König, der nach dem Sieg über den chinesischen General Lưu Hoằng Thao die lange chinesische Besatzung in Vietnam beenden konnte. Historisch als militärisches Glanzstück gesehen war der Kampf am Bạch-Đằng-Fluss, wo er im Delta schwere Pfähle aufstellen ließ und die chinesischen Schiffe zerstören konnte, als Ebbe einsetzte.
Vietnamesische Historiker wie Lê Văn Hưu (Autor von Đại Việt sử ký (Geschichte von Dai Viet) während der Zeit der Trần) oder Ngô Sĩ Liên von der Späteren Lê-Dynastie (Autor von hat Đại Việt sử ký toàn thư (gesamtes Buch der Geschichte von Dai Viet)) beschrieben ihn in ihren Werken als talentierten Feldherr, der mit kleinen Truppen eine Übermacht bezwingen konnte. Als König einer neuen Ngô-Dynastie schaffte er, was vor ihm noch niemand geschafft hatte: Er führte das vietnamesische Volk in die Unabhängigkeit. Zwar tat dies auch Dương Đình Nghệ, doch war Dương Đình Nghệ dem Titel nach nur Statthalter von Vietnam.
Ngô Quyềns Hauptstadt war in Cổ Loa. Er regierte nur wenige Jahre und starb 944. Er hinterließ seinen Thron seinem erstgeborenen Sohn Ngô Xương Ngập mit seinem Schwager Dương Tam Kha als Helfer, doch Dương Tam Kha vertrieb Ngô Xương Ngập und machte sich selbst zum König mit dem Titel Dương Bình Vương. Ngô Quyềns zweiter Sohn Ngô Xương Văn wurde von ihm adoptiert. Dương Tam Khas dreimalige Versuche, Ngô Xương Ngập festzunehmen, scheiterten. Da er den Thron der Ngôs an sich gerissen hatte, rebellierten überall im Land die militärischen Führer. Im Jahre 950 stellte sich Ngô Xương Văn gegen ihn und erklärte sich zum König Nam Tấn Vương. Seinen Bruder Ngô Xương Ngập machte er zum König Thiên Sách Vương. Nach dem Tod von Thiên Sách Vương im Jahre 954 und von Nam Tấn Vương 965 wurde Thiên Sách Vươngs Sohn Ngô Xương Xí König, doch die Macht des Königshauses ging bereits verloren. Das Land wurde ab 966 in 12 Machtbereiche geteilt. Diese Zeit zwischen der Ngô-Dynastie und der neuen Đinh-Dynastie wurde in der vietnamesischen Geschichte „Loạn 12 sứ quân“ (Aufstand der 12 Feudalherren) genannt. Aus diesem Kampf ging Đinh Bộ Lĩnh als Sieger hervor. Er wurde erster Kaiser der Đinh-Dynastie, die die Ngô-Dynastie nach nur 28-jähriger Herrschaft ablöste.